# جان أولسون (لاعب كرة قدم)
جان أولسون (بالسويدية: Jan Olsson)‏ (و. 1944  م) هو لاعب كرة قدم، ومدرب كرة قدم، من السويد، شارك في كأس العالم لكرة القدم 1970، يلعب كلاعب وسط.

## مسيرته الكروية
لعب جان أولسون خلال مسيرته الاحترافية مع 3 أندية في أربعة عشر موسمًا وسجل خلالها 50 هدف ضمن 260 مباراة. ولم يفز بأي موسم بالكأس أو بالدوري.
خاض جان أولسون مسيرته مع نادي غايس غوتنبرغ في موسم 1965 في المرة الأولى ليلعب معه خمسة مواسم ثم في موسم 1971 ليلعب معه أربعة مواسم، مشاركًا طوالها في 144 مباراة سجل خلالها 25 هدفًا. ثم انتقل إلى نادي شتوتغارت في موسم 1969–70 ولمدة موسمين، حيث شارك في 64 مباراة سجل خلالها 20 هدف. لينتقل بعدها إلى نادي أورغريته في موسم 1975 واستمر معه طيلة ثلاثة مواسم، مشاركًا في 52 مباراة سجل خلالها 5 أهداف.

## روابط خارجية
- جان أولسون على موقع اتحاد السويد (السويدية)
- جان أولسون على موقع قاعدة بيانات كرة القدم.إي يو (الإنجليزية)
- جان أولسون على موقع بيانات كرة القدم. دي إي (الألمانية)
- جان أولسون على موقع ناشيونال فوتبول تيمز (الإنجليزية)